# Gezelān
Gezelān (persiska: گِزِلان, گزلان) är en ort i Iran.   Den ligger i provinsen Västazarbaijan, i den nordvästra delen av landet, 500 km väster om huvudstaden Teheran. Gezelān ligger 1 284 meter över havet och antalet invånare är 688.
Terrängen runt Gezelān är huvudsakligen platt, men åt sydväst är den kuperad.Runt Gezelān är det ganska tätbefolkat, med 144 invånare per kvadratkilometer. Närmaste större samhälle är Mīāndoāb, 13,5 km öster om Gezelān. Trakten runt Gezelān består till största delen av jordbruksmark.